# Chipotle Development Team/Saison 2011
Dieser Artikel listet Erfolge und Mannschaft des Radsportteams Chipotle Development Team in der Saison 2011 auf.

## Erfolge in der UCI America Tour
Bei den Rennen der  UCI America Tour im Jahr 2011 gelangen dem Team nachstehende Erfolge.
| Datum    | Rennen                                               | Kat. | Fahrer        |
| -------- | ---------------------------------------------------- | ---- | ------------- |
| 11. März | 4. Etappe Rutas de América                           | 2.2  | Jacob Rathe   |
| 18. Juni | 5. Etappe Tour de Beauce                             | 2.2  | Robert Bush   |
| 25. Juni | US-amerikanische Meisterschaft – Straßenrennen (U23) | CN   | Robbie Squire |

## Erfolge in der UCI Europe Tour
Bei den Rennen der  UCI Europe Tour im Jahr 2011 gelangen dem Team nachstehende Erfolge.
| Datum         | Rennen                       | Kat. | Fahrer        |
| ------------- | ---------------------------- | ---- | ------------- |
| 14. August    | 9. Etappe Portugal-Rundfahrt | 2.1  | Jacob Rathe   |
| 18. September | Duo Normand                  | 1.2  | Thomas Dekker |

## Mannschaft
| Name                         | Geburtstag         | Nationalität       | Team 2010                      |
| ---------------------------- | ------------------ | ------------------ | ------------------------------ |
| Andrew Barker                | 14. Mai 1991       | Vereinigte Staaten | Neoprofi                       |
| Robert Bush                  | 13. März 1990      | Vereinigte Staaten | Kenda-Gear Grinder             |
| Kirk Carlsen                 | 25. Mai 1987       | Vereinigte Staaten | Garmin-Transitions             |
| Elliot Craddock              | 10. Mai 1991       | Vereinigte Staaten | Neoprofi                       |
| Alfredo Cruz                 | 2. August 1990     | Vereinigte Staaten | Neoprofi                       |
| Thomas Dekker (ab 1. August) | 6. September 1984  | Niederlande        | Silence-Lotto (2009)           |
| Maxwell Durtschi             | 26. Mai 1991       | Vereinigte Staaten | Neoprofi                       |
| Gavriel Epstein              | 5. September 1986  | Kanada             | Neoprofi                       |
| Alex Howes                   | 1. Januar 1988     | Vereinigte Staaten | Felt-Holowesko Partners-Garmin |
| Andrei Krasilnikau           | 25. April 1989     | Belarus            | Neoprofi                       |
| Raymond Kreder               | 26. November 1989  | Niederlande        | Neoprofi                       |
| Lachlan Morton               | 2. Januar 1992     | Australien         | Neoprofi                       |
| Anders Newbury               | 26. Juli 1992      | Vereinigte Staaten | Neoprofi                       |
| Jacob Rathe                  | 13. März 1991      | Vereinigte Staaten | Neoprofi                       |
| Thacker Reeves               | 15. September 1989 | Vereinigte Staaten | Neoprofi                       |
| Thomas Scully                | 14. Januar 1990    | Neuseeland         | Neoprofi                       |
| Robbie Squire                | 1. April 1990      | Vereinigte Staaten | Neoprofi                       |
| Daniel Summerhill            | 13. Februar 1989   | Vereinigte Staaten | Neoprofi                       |

## Platzierungen in UCI-Ranglisten
UCI Africa Tour 2011
|      | Fahrer         | Punkte |
| ---- | -------------- | ------ |
| 55.  | Anders Newbury | 28     |
| 114. | Robert Bush    | 10     |
| 191. | Alfredo Cruz   | 2      |

UCI America Tour 2011
|      | Fahrer             | Punkte |
| ---- | ------------------ | ------ |
| 80.  | Andrei Krasilnikau | 32     |
| 100. | Robbie Squire      | 28     |
| 141. | Robert Bush        | 18     |
| 197. | Alex Howes         | 12     |
| 204. | Jacob Rathe        | 12     |
| 214. | Daniel Summerhill  | 11     |
| 313. | Lachlan Morton     | 6      |
| 385. | Raymond Kreder     | 2      |

UCI Asia Tour 2011
|      | Fahrer         | Punkte |
| ---- | -------------- | ------ |
| 115. | Lachlan Morton | 24     |
| 221. | Alex Howes     | 9      |
| 324. | Kirk Carlsen   | 3      |

UCI Europe Tour 2011
|       | Fahrer         | Punkte |
| ----- | -------------- | ------ |
| 337.  | Jacob Rathe    | 47     |
| 539.  | Thomas Dekker  | 26     |
| 640.  | Raymond Kreder | 19     |
| 820.  | Robbie Squire  | 10     |
| 1064. | Robert Bush    | 5      |